# Гай Минуций Авгурин
Гай Минуций Авгурин (на латински: Gaius Minucius Augurinus) е политик на Римската република през 2 век пр.н.е. Произлиза от плебейската фамилия Минуции, клон Авгурин.
През 184 пр.н.е. той е народен трибун с колега Тиберий Семпроний Гракх. Консули тази година са Публий Клавдий Пулхер и Луций Порций Лицин.